# Centro Universitário do Alto Vale do Itajaí
O Centro Universitário para o Desenvolvimento do Alto Vale do Itajaí (UNIDAVI) é uma instituição de ensino superior brasileira sediada em Rio do Sul, no estado de Santa Catarina. Atualmente conta com mais de cinco mil alunos.

## História
A trajetória da UNIDAVI tem sua origem há 54 anos, na iniciativa de um grupo de voluntários liderado pelo bioquímico Guilherme Gemballa. Durante vários meses foram discutidas alternativas para o desenvolvimento da região do Alto Vale do Itajaí, em um contexto onde o fim do ciclo da madeira – principal fonte da economia regional, trazia novos e desafiantes cenários.
Em 7 de julho de 1966, foi sancionada a Lei Municipal Nº 613, que criou a Fundação Educacional do Alto Vale do Itajaí (FEDAVI), uma instituição comunitária, pessoa jurídica de direito privado, sem fins lucrativos, criada pelo anseio da comunidade e voltada ao desenvolvimento regional. Passou de faculdade à universidade, e mais atualmente, responde como Centro Universitário. Trata-se de uma instituição reconhecida como de utilidade pública pela Lei Municipal nº 625, de 13 de setembro de 1966, pela Lei Estadual Nº 3978, de 31 de maio de 1967 e pelo Decreto Federal Nº 88.274, de 03 de maio de 1983.
Há 54 anos de fundação, a UNIDAVI, durante este tempo, expandiu as áreas de atuação com a criação de novos cursos de Graduação, Pós-Graduação e Escola de Educação Básica. As dependências iniciais da Instituição, nos anos 1960, localizavam-se no Colégio Dom Bosco de Rio do Sul, sendo depois transferidas  para a sede própria em um espaço conhecido, inicialmente, como “Beira”, às margens do Rio Itajaí Açu, no bairro Jardim América.
Ao acompanhar o desenvolvimento nas áreas de atuação, a estrutura física também evoluiu ao longo desse período, e hoje, possui campus em Ituporanga, Presidente Getúlio e Taió. Contando apenas a cidade de Rio do Sul, já são oito blocos que abrigam salas de aula, biblioteca, estruturas laboratoriais e administrativas. Há também o Complexo B, que abriga o Núcleo de Práticas de Gestão e Jurídica, o Núcleo de Engenharias e a Academia de Ginástica. Ao lado do Complexo B e do campus está a Clínica de Psicologia. Em 2019 foi inaugurado o Bloco da Saúde, que abriga os cursos de Medicina, Enfermagem, Nutrição, Fisioterapia, Psicologia e Educação Física.
Também em Rio do Sul no chamado “Encontro dos Rios”, a UNIDAVI conta com o Parque Universitário Norberto Frahm que abriga o Centro Tecnológico e de Eventos; com auditório, sala de videoconferências e espaço para incubação de empresas. No mesmo espaço há também o Museu da Madeira e o Horto Florestal Universitário. No dia 10 de maio de 2019, ocorre a inauguração do CINF - Centro de Inovação Norberto Frahm, o antigo PUNF - Parque Universitário Norberto Frahm. Neste novo espaço inaugurado estão num único espaço a ACIRS - Associação Empresarial de Rio do Sul, a JUCESC - Junta Comercial do Estado de Santa Catarina, o SEBRAE - Serviço Brasileiro de Apoio às Micro e Pequenas Empresas, o GTEC/UNIDAVI - Núcleo de Incubação da Unidavi e o Coworking que é um espaço criado para desenvolver eventos e atividades ligadas à comunidade. A transferência dessas entidades levou cerca de um ano e visa fortalecer o polo de inovação e empreendedorismo da região do Alto Vale.
Atualmente, o Centro Universitário para o Desenvolvimento do Alto Vale do Itajaí e a Escola de Educação Básica UNIDAVI, mantidos pela Fundação UNIDAVI, atendem, juntos, cerca de 5 mil alunos, desde a Pré-Escola até a Pós-Graduação, incluindo-se cursos de Extensão.
Em consonância com o propósito comunitário da UNIDAVI e com a sua constituição jurídica de instituição sem fins lucrativos, a receita oriunda das mensalidades dos alunos também é voltada para a manutenção e desenvolvimento de estruturas físicas e pedagógicas, além do benefício direto de bolsas e descontos aos que possuem menor renda, ou dependentes de funcionários e professores da instituição.
Em julho de 2016 a instituição completou 50 anos de fundação, com eventos especiais, como a palestra do humorista Nando Viana, no campus de Rio do Sul e adoção de logo especial, video pode ser visto no link abaixo. 
Desde 2016 a Unidavi firmou parceria com o Google para a adoção de ferramentas do G-suíte para educação com fortalecimento da parceria a partir de 2018, com uso de G-mail, Google Classroom, Google Docs, planilhas e apresentações. 
Durante a pandemia de Covid-19, a Unidavi foi pioneira na implantação de aulas remotas na modalidade on-line, com matérias veiculadas na NSC. 
Unidavi, muito além do ensino!

### Cursos
- Administração
- Arquitetura e Urbanismo
- Ciências Contábeis
- Ciências Econômicas
- Ciências Econômicas e Desenvolvimento Regional
- Direito
- Educação Física
- Enfermagem
- Engenharia Civil
- Fisioterapia
- Engenharia de Produção
- Engenharia Mecânica
- Medicina
- Nutrição
- Psicologia
- Sistemas de Informação
- Tecnologia em Design de Interiores
- Tecnologia em Design de Moda
- Tecnologia em Produção Multimídia